# Vicente Cifuentes
 (juillet 2020).
Si vous disposez d'ouvrages ou d'articles de référence ou si vous connaissez des sites web de qualité traitant du thème abordé ici, merci de compléter l'article en donnant les références utiles à sa vérifiabilité et en les liant à la section « Notes et références ».
Pour les articles homonymes, voir Cifuentes.
Vicente Cifuentes, né à Albacete en 1979, est un dessinateur et un coloriste de bande dessinée espagnol.

## Œuvres

### Publications françaises

#### Dessinateur
- Le Code d'Hammourabi, scénario de Sylvain Cordurié, (Soleil, coll. Serial Killer)

1. D'entre les morts (2008)  (ISBN 978-2-302-00129-9) (BNF 41276795)

- Les Contes du Korrigan, collectif, (Soleil, coll. Soleil Celtic)

10. Livre dixième : L'Ermite de Haute Folie (2009)  (ISBN 978-2-302-00641-6)
- La Guerre des Mondes[1], scénario de Dobbs, couleurs de Matteo Vattani, Glénat (collection HG Wells) - 2 tomes
- Hulk (World War Hulk), collectif, (Panini Comics)
- Marvel Heroes (Marvel France 2e série), collectif, (Panini Comics)

#### Coloriste
- Némésis, scénario d'Ange, dessins d'Alain Janolle, (Soleil)

6. Rebirth (2005)  (ISBN 2-84565-920-2)

### Publications espagnoles
- Boom! (Asociación de autores de comic de España) - no 1 (2004)
- Green Lantern (Editorial Planeta DeAgostini - no 3 (2008)
- X-Men (Panini España) - no 1 (2008)
- El día más brillante (Editorial Planeta-Deagostini) - no 3 à 13 (2011)
- Los reyes elfos (Dolmen Editorial) - no 1 (2011)
- Crepúsculon (Panini España) - no 3 et 4 (2011)
- Batgirl (ECC Ediciones) - no 1 et 2 (2012)
- Legendary (Dolmen Editorial) - no 1 (2013)